# Bomolocha albopunctalis
Bomolocha albopunctalis är en fjärilsart som beskrevs av John Henry Leech 1889. Bomolocha albopunctalis ingår i släktet Bomolocha och familjen nattflyn. Inga underarter finns listade i Catalogue of Life.